# Neolaphygma
Neolaphygma is een geslacht van vlinders van de familie uilen (Noctuidae), uit de onderfamilie Hadeninae.

## Soorten
- N. leucoplaga Hampson, 1909
- N. leucoplagoides Berio, 1941
- N. uniformis Berio, 1966